# 태양이 말하길 불타라 카오스
《태양 가라사대 불타라 카오스》(太陽曰く燃えよカオス)는 2012년 5월 23일에 발표된 애니메이션 《기어와라! 냐루코 양》 1기 여는 노래로 쓰인 노래다.

## 같이 보기
- 기어와라! 냐루코 양